# Catherine Hogarth
Catherine Thompson Hogarth (Edimburgo, 19 de mayo de 1815-Londres, 22 de noviembre de 1879) fue la esposa del escritor británico Charles Dickens, con quien  tuvo diez hijos. Aunque nunca llegaron a divorciarse, Dickens y Hogarth se separaron legalmente después de 22 años de matrimonio. En su lecho de muerte, en 1879, Catherine entregó su colección de cartas de Dickens a su hija Kate con instrucciones de entregarlas «al Museo Británico, que el mundo sepa que una vez él me amó». La mayor parte de la correspondencia escrita por Dickens se encuentra en el Museo Británico, aunque muchas de sus cartas se encuentran en colecciones especiales de otras bibliotecas, principalmente en los Estados Unidos, entre ellas la Biblioteca Pública de Nueva York.
Catherine y Dickens viajaron juntos en varias ocasiones, a Francia, Italia, Suiza e incluso en el primer viaje de Dickens a los Estados Unidos.

## Juventud
Catherine Hogarth era la hija mayor de Georgina y George Hogarth. Su padre, George, era abogado en Edimburgo y consejero legal del escritor Walter Scott, un autor admirado por el entonces joven Charles Dickens. Después de mudarse a Londres en 1834, George Hogarth fue empleado como editor del periódico Evening Chronicle, al que Dickens contribuyó con unas 20 piezas escritas. Por esa conexión literaria se conocieron Dickens —para entonces de 24 años— y los Hogarth. Catherine, por su parte, tenía 20 años, y se la describía como una mujer joven plácida y delicada, a diferencia de su hermana Mary, que era más intelectual y activa y con quien Dickens estableció una íntima amistad. Dickens escribiría más tarde, en 1846, una historia de amor, la cuarta de sus cinco historias de Navidad, titulada "La batalla de la vida" ("The Battle of Life"). En esa historia se hace la conexión entre el personaje principal, que ama a dos hermanas, y Poe, quien escribe la historia, que también amó a dos hermanas. Catherine Hogarth y Charles Dickens contrajeron matrimonio el 2 de abril de 1836 en la iglesia St. Luke en Chelsea, un distrito de Londres, y pasaron su luna de miel cerca de Chatham. Establecieron su hogar, en un principio, en Bloomsbury, en el centro-norte de Londres.

## Matrimonio

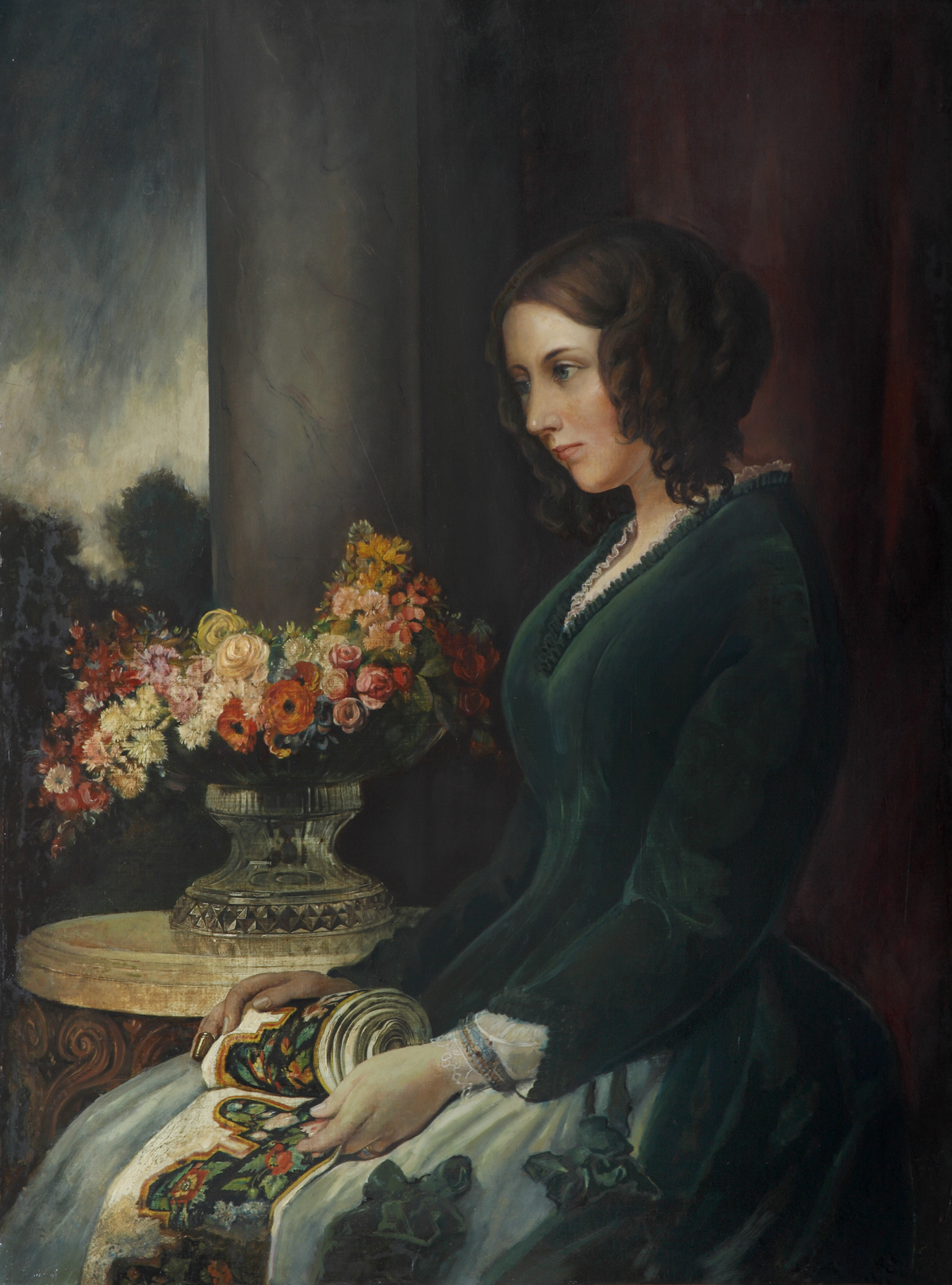
Catherine Hogarth, aproximadamente 1847, óleo por Daniel Maclise.

Catherine Hogarth y Charles Dickens disfrutaron los primeros años de vida doméstica. Para 1838, un año después de la coronación de la reina Victoria, Dickens publicó su tercera novela, Nicholas Nickleby, que termina con el protagonista viviendo un matrimonio exitoso y aceptando la llegada de varios hijos. Ello da un indicio de que el autor y su esposa vivían de una manera feliz y que su vida familiar estaba establecida. Un año después, en 1839, nació el tercer hijo de Catherine, una niña a la que pusieron por nombre Kate, diminutivo del nombre de su madre.
Durante los primeros cuatro años de matrimonio, Charles y Catherine Dickens cambiaron de residencia tres veces; además de ello, durante los veranos viajaban a diversas posadas y casonas en Broadstairs, en la isla de Thanet (Kent) o en Petersham, a orillas del río Támesis, para luego volver a Londres en el otoño. Al final de ese período de incesante actividad comenzaron a surgir altercados entre los cónyuges. Dickens empezó a escribir por primera vez en un tono negativo sobre su esposa, confesando su decepción por la «lentitud» de Catherine y sus depresiones posparto. Por su parte, Catherine volvió a quedar embarazada, además que los sentimientos de rencor aún permanecían fuertes en ella por razón de que Dickens aún insistía en guardar luto por la pérdida de Mary Hogarth, hermana menor de Catherine. A pesar de que las cartas de Dickens aún demostraban considerable afecto por su esposa, en casa mostraba poca sensibilidad a las necesidades de ella. Dickens escribió a su amigo John Forester que era consciente de que su propia conducta no necesitaba ser corregida, que era parte de su naturaleza y carácter actuar de manera severa. Frederick Evans, quien publicó varios libros de Dickens, relató que no podía tolerar la rudeza de Charles Dickens hacia su esposa, ya que la insultaba gravemente en presencia de los niños, invitados y empleados.

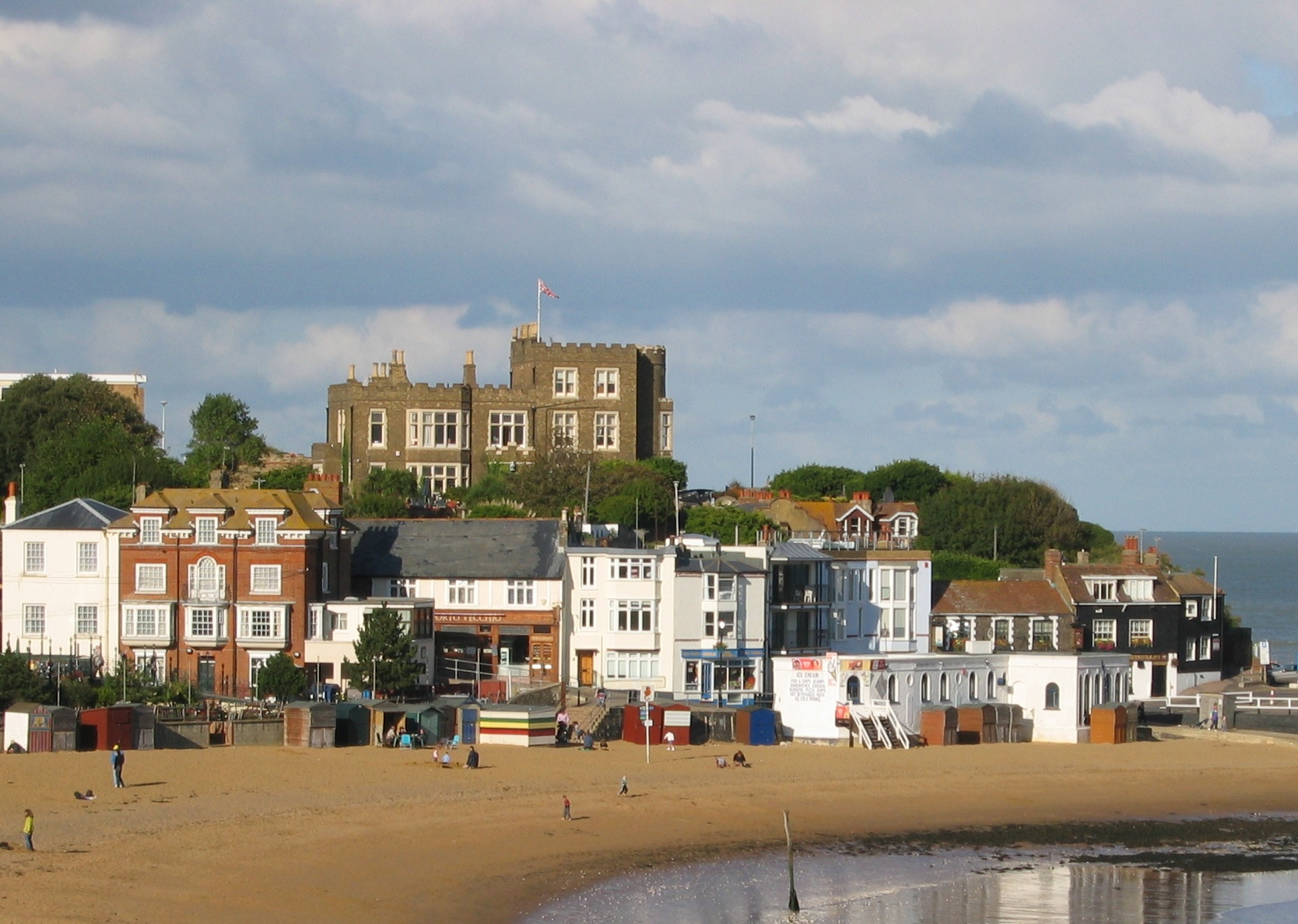
Bleak House, al fondo, la casa en la isla de Thanet en el distrito de Kent, alquilada por los Dickens en los veranos, principalmente entre 1837 y 1851.

Catherine volvió a acompañar a su esposo en un viaje, esta vez a Escocia, en junio de 1841, donde fueron recibidos con elogios y se le otorgó a Charles Dickens el distinguido Freedom of the City. En febrero del año siguiente nació Walter, el cuarto hijo y segundo varón de los Dickens. De inmediato, Charles Dickens hizo planes para viajar a América, probablemente inspirado por su correspondencia con Washington Irving. Catherine no quería ir, y se cuenta que acababa en llanto cada vez que se discutía el tema. Sin embargo, acompañó a Dickens en el viaje que duró seis meses —de enero a junio de 1842—, mientras que los niños se quedaron bajo el cuidado del hermano de Dickens, Fred. Catherine dio una mejor impresión entre los americanos que su esposo quien, con frecuencia fue criticado, denigrado y ridiculizado. En las cartas que escribía Dickens a sus conocidos, parecía complacido con ella y reconocía a menudo el sacrificio de Catherine al acompañarle en un viaje que ella no quería hacer. Charles y Catherine Dickens aprovecharon para visitar Canadá y las famosas cataratas del Niágara. En Canadá Charles y Catherine actuaron juntos en varias producciones teatrales cortas, algo que Dickens no había hecho en años y que disfrutaron. De su viaje a América del Norte, Dickens escribiría American Notes. En 1842, después de regresar de los Estados Unidos, Georgina, hermana menor de Catherine, se mudó con la pareja, lo que resultó ser un alivio en las actividades del hogar, así como emocionalmente, para Catherine.

### Separación
Cerca de 1858, cartas escritas tanto por Catherine como por Charles Dickens indican que después de haber tratado de solucionar sus problemas matrimoniales les resultaba imposible continuar viviendo juntos. Una anécdota conocida, relatada por Gladys Storey, amiga de Kate, dice que la tercera hija de Catherine encontró a su madre frente al vestidor llorando porque Dickens le había pedido a Catherine que fuese en busca de Ellen Ternan, una joven de 17 o 18 años a la que Dickens se refería como «la chica de quien se había enamorado». A pesar de la insistencia de Kate para que no fuera a cumplir el mandado, Catherine no se rebeló. La tía de Catherine, Helen Thomson, así como la hermana de Catherine, Georgina, coinciden en lo ansioso que se mostraba Charles en que su esposa viviese en lugares distintos de los que él estuviera. Los padres de Catherine intervinieron entre febrero y mayo de 1858.
En la primavera de 1858, Dickens envió un brazalete a la actriz Ellen Ternan que, accidentalmente, fue entregado en la residencia de los Dickens, llamada Travistock House, en vez de en la de Ternan. Catherine descubrió el brazalete y acusó a su esposo de tener amoríos con la actriz. Dickens, de 45 años, había conocido a Ternan, de 18, en 1857, durante una obra de teatro, y la había empleado desde entonces para actuar en varias de sus obras. Dickens negó las acusaciones de su esposa, con el pretexto de que con frecuencia hacía regalos a sus mejores actores.
La madre de Catherine y su tía Helen insistían en que se buscara pruebas de adulterio —pruebas relacionadas con Ellen Ternan y la misma hermana de Catherine, Georgina, quien más tarde se quedaría con Charles Dickens después de la separación— con el fin de demandar un divorcio bajo la reciente ley británica de causas matrimoniales denominada ley de 1857. Finalmente Charles y Catherine Dickens firmaron un documento de separación legal únicamente por razón de su imposibilidad de vivir juntos. La señora Hogarth y Helen Thomson firmaron en el documento, afirmando saber que no existían evidencias de adulterio, anulando así las probabilidades de un divorcio basado en la nueva norma jurídica del parlamento de su país. Las dimensiones del amorío se desconocían hasta la publicación en 1939 de Dickens and Daughter, un libro sobre la relación entre Charles Dickens y su hija Kate. Kate Dickens aseguró a la autora Gladys Storey que Dickens y Ternan tuvieron un hijo juntos que murió en la infancia. No existen pruebas contundentes para confirmar los rumores de que Dickens y Ternan hayan tenido un hijo juntos. Ternan contrajo matrimonio en 1876, seis años después de la muerte de Charles Dickens, y tuvo dos hijos, un varón y una mujer.

## Hijos
Catherine Hogarth tuvo 20 embarazos, de los cuales la mitad llegaron a buen puerto, por lo que tuvo 10 hijos. El primero de ellos fue Charles, Jr., nacido el 2 de enero de 1837. El 7 de mayo de ese año, Mary Hogarth, de 17 años, enfermó y murió repentinamente, un incidente que afectó tremendamente al novelista Dickens, quien llevaría en uno de sus dedos, durante el resto de su vida, uno de los anillos de Mary. Se ha especulado con la idea de que Mary Hogarth pudo haber inspirado a Dickens varios personajes femeninos de sus novelas, en especial Agnes, de David Copperfield y la pequeña Nell de la novela La tienda de antigüedades. La primera hija de Catherine, nacida un año después de su muerte, el 6 de marzo de 1838, recibió el nombre de Mary —apodada Mamie—.
Existen numerosas evidencias que demuestran que Catherine era amorosa con sus hijos. Dickens escribió en 1853 con frecuencia a Catherine, sin elementos negativos o de crítica sino que hacía descripciones detalladas sobre sus viajes, la gente y sus modos, etc. A menudo Dickens decía que las mejores cualidades de ternura en sus hijos eran heredadas de ella. De igual magnitud era el recíproco cariño de sus hijos hacia Catherine. Dickens mostró un tremendo cariño y afecto hacia Catherine al morir su hija Dora, de tan solo ocho meses, en 1851. En una carta a Bulwer Lytton, Dickens describe a Catherine como «tan buena y amigable, sólo espero no le haga daño» la muerte de la beba. Para aliviar la tensión emocional, Dickens volvió a llevar a Catherine y los niños de vacaciones y, a su regreso a Londres más tarde ese año, fue Catherine quien quedó a cargo de los detalles de la nueva mudanza: cuál cuarto sería para la pareja, el arreglo de la cocina a su convenir, el tipo de tapizado y papel de pared, etc. Resultó ser una distracción efectiva para Catherine.
Después de la separación de Catherine y su esposo en 1858, Dickens retuvo la custodia de los hijos menores, mientras que Charles, el mayor, vivió con su madre en Londres. Después de la separación, Catherine escribió a su tía sobre una visita que le habían hecho sus hijos: «no puedo decirte lo buenos y cariñosos que fueron conmigo». Aunque no se les prohibió a los hijos que visitaran a su madre, no se les exhortaba a hacerlo. De hecho, no se le permitió a Catherine asistir al matrimonio de su hija Kate con Charles Collins, hermano del escritor William Wilkie Collins, en 1860. Catherine y Charles Dickens nunca se divorciaron, probablemente por lo mal que se veía el divorcio entre personas de fama como los Dickens, en los tiempos victorianos. Antes de morir, Catherine escribió un testamento repartiendo todas sus posesiones entre sus hijos.

## Personalidad

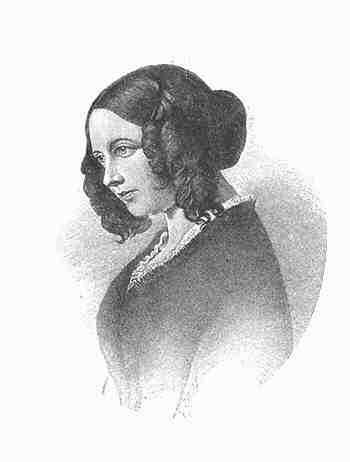
Catherine Dickens en 1845, de una foto por Daniel Maclise, R.A.

Quienes conocieron a Catherine Hogarth la describen como una mujer hermosa, amigable y cumplidora. No hay comentarios que la identifiquen como una mujer celosa, sino hasta probablemente cerca de la separación de su esposo en 1858, con la aparición de Ellen Ternan.
Catherine, desde temprano en su matrimonio, tuvo a su cargo el organizar fiestas de recepción y cenas, algunas de ellas de gran tamaño. En 1849 organizó un evento en su casa en la que asistieron celebridades literarias como Thomas y Jane Carlyle, Elizabeth Gaskell y el poeta Samuel Rogers. Tanto la Sra. Carlyle como la Sra. Gaskell escribieron sobre la recepción y no se encuentran indicios de crítica sobre la capacidad de Catherine de ser anfitriona ni de su cocina. Charles Dickens le sugirió a Catherine que escribiera una colección de sus menús, cosa que le animó y completó en su única aventura literaria: ¿Qué tendremos para cenar?. El libro, de más de 350 páginas, publicado en 1851 pasó por una segunda edición el año siguiente, demuestra que Catherine aún gozaba de sentido del humor, que era inventiva y altruista en especial por la salud de su esposo.
Catherine Hogarth continuó socialmente activa después de la separación de su esposo, asistiendo con frecuencia al teatro, uno de sus pasatiempos favoritos. Catherine se mantuvo cerca de personajes eminentes que pertenecían al círculo de amistades de los Dickens, tales como John Leech, el caricaturista de la novela Cuento de Navidad. Después de la muerte de Charles Dickens en 1870, su hijo Charles compró Gad's Hill, la casa de Dickens, donde Catherine pudo visitar sus nietos con frecuencia en las navidades. Catherine Hogarth Dickens murió por complicaciones de cáncer en 1879 y fue enterrada con su hija de ocho meses, Dora, en Highgate al norte de Londres.